# Fürstenberg/Havel
Fürstenberg er en by i landkreis Oberhavel i den den tyske delstat Brandenburg.

Fürstenberg ligger ved floden Havel, 21 km syd for Neustrelitz, og 75 km nord for Berlin.
Byen ligger i den sydlige udkant af Mecklenburgischen Seenplatte med søerne Baalensee, Röblinsee og Schwedtsee omkring. Floden Havel deler sig gennem byen i 4 løb (tidligere 3). Den sydlige skibsfartskanal og den nordlige gren af Havel , som kaldes Iserdiek afgrænser Große Werder, den centrale ø der oprindeligt udgjorde byen.

## Opdeling af kommunen
Fürstenberg består af 9 bydele og bebyggelser :
- Altthymen
- Barsdorf
- Blumenow
- Bredereiche
- Himmelpfort
- Steinförde
- Tornow
- Zootzen

- Det tidligere bryggeri i Himmelpfort
- Kirke i Tornow
- Slottet i Tornow
- Bæk i Tornow